# 东市区 (合肥市)
东市区，安徽省合肥市旧区名，始建制于1960年6月更名车站区为东市区，为今天安徽省合肥市瑶海区的主要组成部分。2002年3月划入原属合肥市郊区的长淮街道、方庙街道，原属合肥市肥东县的磨店乡和龙岗镇的三合、刘大郢、油坊、大彭、罗岗、马岗、王岗、史城8个村及新站、大店2个居委会成为瑶海区。